# Ligue Europa
La Ligue Europa (UEFA Europa League), parfois abrégée en C3 et anciennement dénommée Coupe de l'UEFA (de sa création en 1971 jusqu'en 2009), est une compétition annuelle de football organisée par l'Union des associations européennes de football (UEFA).
Depuis 2015, le vainqueur de la compétition est automatiquement qualifié pour la Ligue des champions de l'UEFA. Il participe également à la Supercoupe de l'UEFA et au Club Challenge UEFA-CONMEBOL.
Le Séville FC est le club le plus titré dans l’histoire de la compétition avec sept victoires.

## Histoire

### Création de la compétition
Créée en 1971 par l'UEFA comme successeur de la Coupe des villes de foires, la Coupe de l'UEFA voit alors se confronter les équipes les mieux classées des différents championnats européens, à l'exception des champions (qui participent à la Coupe d'Europe des clubs champions) et des vainqueurs de coupe nationale (qui disputent la Coupe des coupes). Le nombre de représentants par pays varie entre un et quatre, selon le niveau du championnat du club engagé.

### Domination anglaise et germanique (1972-1988)
Le vainqueur de la première édition est Tottenham Hotspur qui bat un autre club britannique, les Wolverhampton Wanderers, 3 buts à 2 en score cumulé (2-1, 1-1). L'année suivante, c'est le Liverpool FC qui remporte la coupe face aux Allemands du Borussia Mönchengladbach. En 1974, Tottenham Hotspur atteint de nouveau la finale mais s'incline contre le Feyenoord Rotterdam. Le Borussia Mönchengladbach prend lui sa revanche en 1975 et s'impose largement face au FC Twente (5-1 au match retour). La saison suivante, le Liverpool FC devient le premier club à remporter deux fois la coupe en se défaisant du FC Bruges.
Après une finale « latine » remportée par la Juventus face à l'Athletic Club (la première à se décider grâce à la règle des buts marqués à l'extérieur) puis une victoire du PSV Eindhoven face au SEC Bastia en 1978, les clubs britanniques et germaniques reprennent leur domination sur la coupe UEFA. Ainsi, le Borussia Mönchengladbach est de nouveau sacré en 1979 et échoue en finale l'année suivante face à un autre club allemand l'Eintracht Francfort. En 1981, le club anglais Ipswich Town inscrit son nom au palmarès. Puis l'IFK Göteborg devient en 1982 le premier club suédois à remporter une compétition européenne en battant les Allemands du Hambourg SV. En 1983, le RSC Anderlecht remporte la finale face au Benfica Lisbonne mais il ne parvient pas à réaliser le doublé l'année suivante, battu aux tirs au but par le Tottenham Hotspur.
À la recherche d'un titre européen depuis 1966, le Real Madrid gagne deux coupes de l’UEFA à la suite (en 1985 et en 1986). C'est le premier club à réaliser cette performance. L'année suivante, l'IFK Göteborg remporte son deuxième trophée aux dépens des Écossais du Dundee United. En 1988, l'Espanyol de Barcelone se hisse en finale mais il est battu aux tirs au but par le Bayer Leverkusen qui remporte le match retour 3-0 après avoir perdu à l'aller sur le même score.

### Hégémonie italienne (1989-1999)
Hormis la finale de 1996 entre le Bayern Munich et les Girondins de Bordeaux (victoire des allemands 5-1 en cumulé), au moins un club italien était présent dans chacune des finales de la coupe UEFA entre 1989 et 1999. Durant cette période, il y eut même quatre finales opposant entre eux deux clubs italiens (1990, 1991, 1995 et 1998).
En 1989 c'est le SSC Naples de Diego Maradona qui a ouvert cette période dorée en battant les allemands de l'ouest du VfB Stuttgart en finale. L'année suivante, il y a eu une finale entièrement italienne, dans laquelle la Juventus a pris le dessus sur l'ACF Fiorentina. En 1991, quatre équipes italiennes atteignent les quarts de finale : l'Atalanta Bergame et le Bologna FC ont atteint le top huit tandis que c'est l'Inter Milan qui a remporté le trophée contre l'AS Rome en finale. Lors de l'édition suivante, ce sont les néerlandais de l'Ajax Amsterdam qui emportent le trophée après avoir battu le Torino FC en finale. Deux nouveaux succès ont suivi pour la Juventus face au Borussia Dortmund et pour l'Inter Milan contre le Casino Salzbourg respectivement en 1993 et 1994. C'est le Parme AC de Nevio Scala qui s'est imposé en 1995 dans une nouvelle finale italienne face à la Juventus.
L'hégémonie de l'Italie est temporairement interrompue en 1996, par la victoire des Allemands du Bayern Munich sur les Girondins de Bordeaux (premier club à avoir atteint l'épilogue du tournoi en passant par la Coupe Intertoto). En 1997, c'est une autre équipe allemande, Schalke 04, qui remporte la coupe, battant l'Inter Milan aux tirs au but lors de la dernière finale disputée à domicile et à l'extérieur. Les Nerazzurri ont fait leur retour la saison suivante en battant la SS Lazio dans la première finale de la compétition disputée en un seul match, au Parc des Princes de Paris. En 1999, c'est le Parme AC, pour la deuxième fois après le triomphe quatre ans plus tôt, qui remporte le trophée en battant l'Olympique de Marseille en finale.

### La péninsule ibérique à l'honneur (2000-2023)

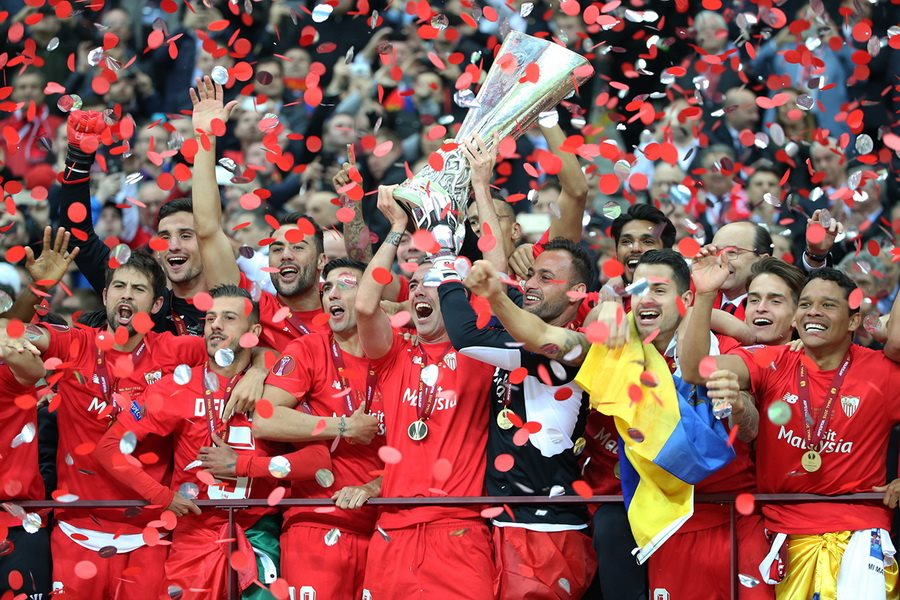
Les joueurs du Séville FC après leur victoire en 2015.

En 2000, Galatasaray défait le Arsenal FC aux tirs au but pour devenir le premier club turc vainqueur d'une coupe d'Europe. L'année suivante, mené 3 buts à 1, le Deportivo Alavés arrache les prolongations (4-4) face au Liverpool FC mais y concède un but en or contre son camp, synonyme de victoire et de troisième sacre pour le Liverpool FC dans la compétition. En 2002, le Feyenoord Rotterdam s'impose dans son stade contre le Borussia Dortmund (3-2). Le FC Porto bat le Celtic Glasgow en 2003. L'édition 2003-2004 voit le Valence CF s'imposer face à l'Olympique de Marseille. En 2005, le CSKA Moscou devient le premier club russe à remporter une compétition européenne en battant le Sporting Portugal dans son propre stade (3-1). Le Séville FC réalise le doublé en 2006 et 2007, en battant respectivement le Middlesbrough FC et l'Espanyol de Barcelone. Le Zénith Saint-Pétersbourg est vainqueur en 2008 face aux Glasgow Rangers. Le Chakhtar Donetsk est lui vainqueur de la dernière coupe UEFA en 2009 avant sa transformation en Ligue Europa.
En 2010, l'Atlético de Madrid arrache la victoire en prolongation face au Fulham FC. L'année suivante, dans une finale 100% portugaise le FC Porto bat le Sporting Braga (1-0). L'Atlético de Madrid remporte de nouveau le trophée en 2012 en disposant de l'Athletic Club 3 buts à 0. Après avoir remporté sa première Ligue des champions de l'UEFA en 2012, le Chelsea FC obtient sa première Ligue Europa en 2013 face au Benfica Lisbonne (2-1). Ce dernier échoue de nouveau en finale l'année suivante en étant battus aux tirs au but par le Séville FC. Le club espagnol qui réalise un triplé historique en venant à bout du FK Dnipro (3-2) en 2015 puis du Liverpool FC (3-1) en 2016. Ainsi, en seulement onze ans, le Séville FC remporte cinq titres et devient le club le plus titré de la compétition.
En 2017, Manchester United bat 2 buts à 0 l'Ajax Amsterdam. Il s'agit de la première finale sans équipe ibérique depuis la refonte de l'épreuve en 2009. Cependant, dès 2018 un club espagnol se hisse de nouveau en finale : l'Atlético de Madrid, qui bat l'Olympique de Marseille 3 buts à 0 et remporte ainsi sa troisième Ligue Europa. L'année suivante, la Ligue Europa retrouve un vainqueur anglais dans une finale anglo-anglaise qui voit Chelsea remporter son deuxième titre dans la compétition aux dépens d'Arsenal.
En 2020 dans un contexte de pandémie de Covid-19, la compétition change de formule à partir du 10 août. Ainsi, des quarts de finale jusqu'à la finale, les matchs sont alors tous disputés en Allemagne à huis clos sur une rencontre à élimination directe. Le 21 août, le Séville FC remporte alors, dans le RheinEnergieStadion de Cologne, son sixième titre face à l'Inter Milan sur le score de 3 à 2. En 2021, Villarreal CF créé la surprise en battant Manchester United aux tirs au but (11-10). Unai Emery remporte ainsi son quatrième trophée dans la compétition, un record. L'édition 2021-2022 se conclut sur la victoire du club allemand de l'Eintracht Francfort, 32 ans après leur dernier titre. Le Séville FC assoit sa domination dans la compétition lors de l'édition 2022-2023, s'imposant en finale face à l'AS Rome.

## Autour de la compétition

### Trophée

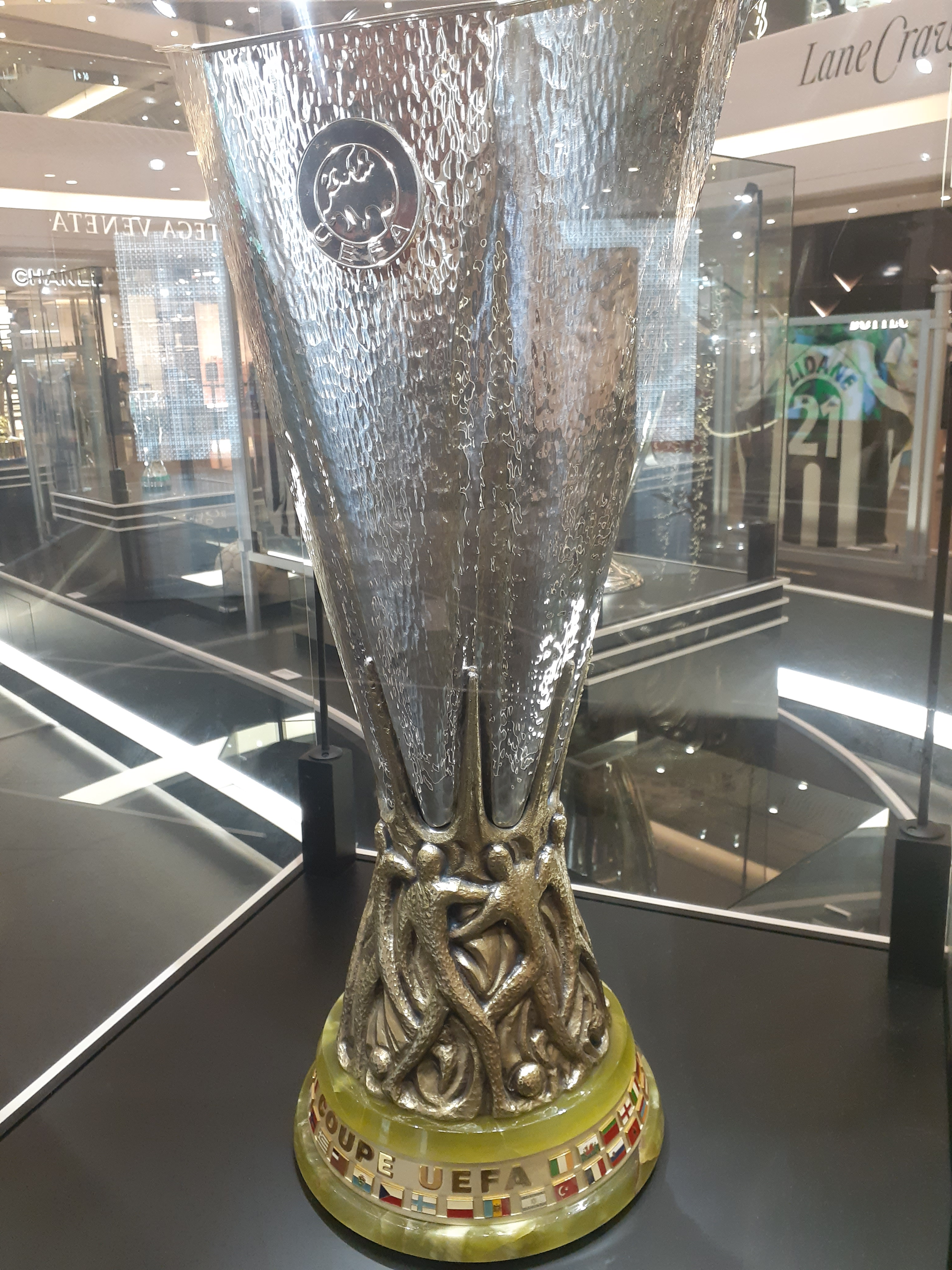
Le trophée officiel.

Le trophée est une coupe en argent sans poignées, posée sur un socle en marbre jaune orné de la dénomination initiale de la compétition, inscrite en français : Coupe UEFA. Au-dessus du socle, on distingue des joueurs soulevant la Coupe. Marqué de l'emblème de l'UEFA, il mesure 65 centimètres de haut et pèse 15 kilos, ce qui en fait le plus lourd trophée de l'UEFA. Le trophée est l'œuvre de l'atelier Bertoni à Milan.
Les vainqueurs gardaient le trophée durant une saison avant de le rendre à l'UEFA. L'UEFA autorisait alors les clubs à faire une réplique du trophée à condition que la mention « réplique » apparaisse de manière bien visible et que la taille n'excède pas 80 % du trophée original. Toute équipe qui l'emporte trois fois de suite ou cinq fois pouvait jusqu'en 2018 conserver le trophée à titre définitif.
Cependant en 2018, l'UEFA modifie ces règles. Désormais, le gagnant ne conserve pas le trophée mais reçoit une copie grandeur nature. De plus, comme c'était déjà le cas en Ligue des champions de l'UEFA, tout club qui remporte l'épreuve trois fois de suite ou cinq fois au total pourra arborer un écusson spécial sur la manche du maillot.
Le Séville FC est le seul club à pouvoir arborer cet écusson, en remportant à la fois son cinquième trophée et le troisième consécutif en 2016.

### Logo
Alors que la Ligue des champions possède son propre logo depuis la saison 1992-1993, la Coupe UEFA se voit attribuer son premier logo lors de la saison 1995-1996. La compétition change d'identité visuelle en 2004, puis en 2009 avec le changement de format et sa nouvelle appellation : Europa League.

Logo de la Coupe UEFA de 1995 à 2004.
Logo de la Coupe UEFA de 2004 à 2009.
Logo de la Ligue Europa de 2009 à 2012.
Logo de la Ligue Europa de 2012 à 2015.
Logo de la Ligue Europa de 2015 à 2021.
Logo de la Ligue Europa de 2021 à 2024.
Logo de la Ligue Europa depuis 2024.

### Hymne officiel
Le premier hymne de la Ligue Europa, sans paroles, a été composé par le Français Yohann Zveig en 2009 et est interprété par l'orchestre de l'Opéra national de Paris. À l'instar de l'hymne de la Ligue des champions de l'UEFA, le thème musical retentit avant le coup d'envoi des matchs de la compétition.
Un nouvel hymne est lancé dès la saison 2015-2016, en même temps que le renouvellement du logo. Il est composé par l'Allemand Michael Kadelbach (de).
Un troisième hymne est joué à partir de la saison 2018-2019, créé par l'agence musicale MassiveMusic.

### Aspects financiers
Les revenus générés par la Ligue Europa, comme les droits de diffusion télévisuelle ou les ventes de billets, sont gérés de façon centralisée par l'UEFA.
Une partie de ces recettes sont redistribuées aux clubs qui ont participé à la compétition, une autre est utilisée pour couvrir les frais d’organisation de la compétition et le reste revient à l’UEFA.
La redistribution des recettes aux clubs est répartie comme suit :
- Les quarante-huit clubs participants à la phase de groupe perçoivent une part fixe dite « prime de participation », une part variable indexée sur les résultats sportifs dans la compétition et une part appelée « market pool » liée aux droits télévisuels obtenus dans chaque pays, qui prend en compte « la valeur proportionnelle de leur marché télévisuel national ».
- Les barragistes éliminés reçoivent une quote-part fixe.
- Les clubs éliminés dans la phase de qualification bénéficient du « versements de solidarité ».
- Pour tous les clubs participants, les revenus des ventes de billets sont centralisés puis réaffectés aux clubs jouant à domicile (lors de la finale, qui est le seul match disputé sur terrain neutre, les deux finalistes reçoivent une part égale de la vente de billets).

| Destinataires                         | Prime                      | Montant par club                 | Montant par club | Montant total |
| ------------------------------------- | -------------------------- | -------------------------------- | ---------------- | ------------- |
| 136 clubs éliminés en qualifications  | Versements de solidarité   | Tour préliminaire                | 0,220            | 107,5         |
| 136 clubs éliminés en qualifications  | Versements de solidarité   | Premier tour                     | 0,240            | 107,5         |
| 136 clubs éliminés en qualifications  | Versements de solidarité   | Deuxième tour                    | 0,260            | 107,5         |
| 136 clubs éliminés en qualifications  | Versements de solidarité   | Troisième tour                   | 0,280            | 107,5         |
| 21 clubs éliminés en match de barrage | Quote-part fixe            | 0,3                              | 0,3              | 6,3           |
| 48 clubs qualifiés                    | Prime de participation     | 2,92                             | 2,92             | 140           |
| 48 clubs qualifiés                    | Prime de résultat          | Victoire en phase de groupe      | 0,570            | 168           |
| 48 clubs qualifiés                    | Prime de résultat          | Nul en phase de groupe           | 0,190            | 168           |
| 48 clubs qualifiés                    | Prime de résultat          | Qualification en 1/16e de finale | 0,5              | 168           |
| 48 clubs qualifiés                    | Prime de résultat          | Qualification en 1/8e de finale  | 1,1              | 168           |
| 48 clubs qualifiés                    | Prime de résultat          | Qualification en 1/4 de finale   | 1,5              | 168           |
| 48 clubs qualifiés                    | Prime de résultat          | Qualification en demi-finale     | 2,4              | 168           |
| 48 clubs qualifiés                    | Prime de résultat          | Qualification en finale          | 4,5              | 168           |
| 48 clubs qualifiés                    | Prime de résultat          | Vainqueur                        | 4                | 168           |
| 48 clubs qualifiés                    | Classement par coefficient | Variable                         | Variable         | 84            |
| 48 clubs qualifiés                    | Droits télévisuels         | Variable                         | Variable         | 168           |

## Format
La compétition est ouverte aux vainqueurs des coupes nationales et aux clubs terminant leur championnat directement derrière ceux qui participent à la Ligue des champions de l'UEFA. Enfin trois équipes peuvent prendre part à cette compétition sur la base d'un classement du fair play. Le nombre de clubs engagés par association et leur point d'entrée dans la compétition dépend du coefficient UEFA de l'association.
La compétition a initialement pour format des confrontations aller-retour à élimination directe tirées au sort entre des équipes dont le nombre total est fixé à 64 (pour un tableau qui va des trente-deuxièmes de finale à la finale). Ce nombre de participants ne cessera d'augmenter à partir de 1994, avec ajout de tours préliminaires et mise en œuvre de nouvelles formules. Jusqu'en 1997, la Coupe de l'UEFA conserve également une particularité héritée de la Coupe des villes de foires : les finales se disputent en matchs aller-retour, chaque finaliste recevant donc son adversaire. À partir de 1998, la finale se dispute en un match unique sur terrain neutre.
À partir de 1994, la Coupe UEFA accueille aussi des champions nationaux, ceux des championnats européens les plus faibles et qui ont échoué en tour préliminaire de la Ligue des champions. La Coupe UEFA est profondément remodelée en 1999. En effet, l'UEFA décide de supprimer la Coupe d'Europe des vainqueurs de coupe de football (« C2 »), ce qui fait que tous les vainqueurs de coupe nationale disputent désormais la Coupe UEFA. De plus, un système de repêchage est établi pour des participants éliminés en phase de poules de la Ligue des champions : les équipes classées troisième de groupe sont reversés en Coupe UEFA où elles poursuivent leur parcours européen. Le vainqueur de la Coupe UEFA a aussi, depuis 2000, le privilège d'affronter le vainqueur de la Ligue des champions dans le cadre de la Supercoupe de l'UEFA.
En 2004, la Coupe UEFA poursuit sa mutation avec l'introduction d'une phase de poules, avec huit groupes de cinq équipes qui se rencontrent une seule fois. En 2009, elle est renommée « Ligue Europa ». Son format évolue encore avec des tours préliminaires étendus, une phase de groupes élargie à 48 équipes réparties dans des groupes de quatre avec matchs aller et retour et une distribution des revenus plus conséquente. Un ballon de match officiel ou encore un nouveau logo apparaissent.
À l'exception de la finale, toutes les rencontres ont lieu le jeudi. Pour les rencontres aller-retour à élimination directe, l'équipe ayant cumulé le plus de buts pour elle l'emporte. En cas d'égalité, la règle des buts marqués à l'extérieur s'applique ; et si elle ne donne rien le match retour est augmenté d'une prolongation ; et, si aucun nouveau but n'y est inscrit, d'une séance de tirs au but.
Depuis la saison 2021-2022, le format de la Ligue Europa a évolué à la suite de la création de la Ligue Europa Conférence et se présente ainsi :
- Deux tours de qualification, dont le dernier est dit de barrage. Les clubs sont séparés en deux séries de qualifications, l'une pour les champions nationaux (dite Voie des champions) et l'autre pour les non-champions (dite Voie principale). Les équipes éliminées à partir du second tour de qualification de la Ligue des champions participent à chaque tour de cette phase.
- Une phase de groupes, qui consiste en huit mini-championnats de quatre équipes par groupe. Les premiers de chaque groupe poursuivent la compétition. En cas d'égalité de points entre deux ou plusieurs équipes, le classement est déterminé d'abord par la différence de points particulière entre les équipes à égalité puis la différence de buts particulière.
- Un barrage additionnel, constituée des équipes classées deuxièmes de groupe et les équipes classées troisièmes de leur groupe en Ligue des champions.
- Une phase à élimination directe, constituée des 16 équipes qualifiées de la phase de groupes et du barrage d'après poules et décomposée en huitièmes de finale, quarts de finale, et demi-finales.
- Une finale, sur un terrain neutre désigné deux ou trois ans auparavant. Prolongation voire tirs au but en cas d'égalité.

Le 19 avril 2021, en pleine crise en raison de l'annonce d'une Super Ligue européenne dissidente la veille, l'UEFA annonce un nouveau format pour ses compétitions européennes à partir de la saison 2024-2025. Pour la Ligue Europa, la phase de groupes traditionnelle est remplacée par une phase de ligue unique, chaque club jouant contre huit adversaires différents (quatre matches à domicile et quatre matches à l'extérieur). Les huit premiers se qualifient pour la phase à élimination directe, tandis que les clubs classés de la 9e à la 24e place jouent des barrages de qualification pour les huitièmes de finale. De plus, la compétition pourrait passer de 32 à 36 équipes.
Le vainqueur de la Ligue Europa est directement qualifié pour la phase de groupes de la Ligue des champions de la saison suivante. Il rencontre également le vainqueur de la Ligue des champions pour le lancement de la saison européenne suivante lors de la Supercoupe de l'UEFA.

## Palmarès

### Palmarès par édition
| N°           | Édition    | Vainqueur                    | Score de la finale         | Finaliste                 | Lieu de la finale                                                  | Affluence     |
| Coupe UEFA   | Coupe UEFA | Coupe UEFA                   | Coupe UEFA                 | Coupe UEFA                | Coupe UEFA                                                         | Coupe UEFA    |
| ------------ | ---------- | ---------------------------- | -------------------------- | ------------------------- | ------------------------------------------------------------------ | ------------- |
| 1            | 1972       | Tottenham Hotspur            | 2 – 1 1 – 1                | Wolverhampton Wanderers   | Molineux Stadium (Wolverhampton) White Hart Lane (Londres)         | 45 000 54 000 |
| 2            | 1973       | Liverpool FC                 | 3 – 0 0 – 2                | Borussia Mönchengladbach  | Anfield (Liverpool) Bökelbergstadion (Mönchengladbach)             | 41 169 35 000 |
| 3            | 1974       | Feyenoord Rotterdam          | 2 – 2 2 – 0                | Tottenham Hotspur         | White Hart Lane (Londres) Stade Feijenoord (Rotterdam)             | 46 281 59 000 |
| 4            | 1975       | Borussia Mönchengladbach     | 0 – 0 5 – 1                | FC Twente                 | Rheinstadion (Düsseldorf) Stade Diekman (Enschede)                 | 42 000 21 000 |
| 5            | 1976       | Liverpool FC (2)             | 3 – 2 1 – 1                | Club Bruges KV            | Anfield (Liverpool) Stade Jan Breydel (Bruges)                     | 56 000 32 000 |
| 6            | 1977       | Juventus                     | 1 – 0 1 – 2                | Athletic Club             | Stadio Comunale (Turin) Stade San Mamés (Bilbao)                   | 75 000 43 000 |
| 7            | 1978       | PSV Eindhoven                | 0 – 0 3 – 0                | SEC Bastia                | Stade Armand-Cesari (Furiani) PSV Stadion (Eindhoven)              | 15 000 27 000 |
| 8            | 1979       | Borussia Mönchengladbach (2) | 1 – 1 1 – 0                | Étoile rouge de Belgrade  | Stade de l'Étoile rouge (Belgrade) Rheinstadion (Düsseldorf)       | 87 000 45 000 |
| 9            | 1980       | Eintracht Francfort          | 2 – 3 1 – 0                | Borussia Mönchengladbach  | Bökelbergstadion (Mönchengladbach) Waldstadion (Francfort)         | 25 000 59 000 |
| 10           | 1981       | Ipswich Town                 | 3 – 0 2 – 4                | AZ Alkmaar                | Portman Road (Ipswich) Stade olympique (Amsterdam)                 | 27 532 22 000 |
| 11           | 1982       | IFK Göteborg                 | 1 – 0 3 – 0                | Hambourg SV               | Ullevi (Göteborg) Hamburg Arena (Hambourg)                         | 42 548 60 000 |
| 12           | 1983       | RSC Anderlecht               | 1 – 0 1 – 1                | Benfica Lisbonne          | Stade du Heysel (Bruxelles) Estádio da Luz (Lisbonne)              | 55 000 80 000 |
| 13           | 1984       | Tottenham Hotspur (2)        | 1 – 1 ap (4 - 3 tab)       | RSC Anderlecht            | Stade Constant Vanden Stock (Anderlecht) White Hart Lane (Londres) | 40 000 46 205 |
| 14           | 1985       | Real Madrid                  | 3 – 0 0 – 1                | Videoton SC               | Stade Sóstói (Székesfehérvár) Stade Santiago-Bernabéu (Madrid)     | 30 000 90 000 |
| 15           | 1986       | Real Madrid (2)              | 5 – 1 0 – 2                | FC Cologne                | Stade Santiago-Bernabéu (Madrid) Stade olympique (Berlin)          | 85 000 15 000 |
| 16           | 1987       | IFK Göteborg (2)             | 1 – 0 1 – 1                | Dundee United             | Ullevi (Göteborg) Tannadice Park (Dundee)                          | 50 023 20 911 |
| 17           | 1988       | Bayer Leverkusen             | 0 – 3 3 – 0 ap (3 - 2 tab) | RCD Espanyol de Barcelone | Stade de Sarrià (Barcelone) Ulrich-Haberland-Stadion (Leverkusen)  | 42 000 22 000 |
| 18           | 1989       | SSC Naples                   | 2 – 1 3 – 3                | VfB Stuttgart             | Stade San Paolo (Naples) Neckarstadion (Stuttgart)                 | 83 000 67 000 |
| 19           | 1990       | Juventus (2)                 | 3 – 1 0 – 0                | ACF Fiorentina            | Stadio Comunale (Turin) Stade Partenio (Avellino)                  | 45 000 32 000 |
| 20           | 1991       | Inter Milan                  | 2 – 0 0 – 1                | AS Rome                   | Stade San Siro (Milan) Stade olympique (Rome)                      | 68 887 70 901 |
| 21           | 1992       | Ajax Amsterdam               | 2 – 2 0 – 0                | Torino FC                 | Stadio delle Alpi (Turin) Stade olympique (Amsterdam)              | 65 377 42 000 |
| 22           | 1993       | Juventus (3)                 | 3 – 1 3 – 0                | Borussia Dortmund         | Westfalenstadion (Dortmund) Stadio delle Alpi (Turin)              | 37 000 62 781 |
| 23           | 1994       | Inter Milan (2)              | 1 – 0                      | Casino Salzbourg          | Stade Ernst-Happel (Vienne) Stade San Siro (Milan)                 | 47 500 80 326 |
| 24           | 1995       | Parme AC                     | 1 – 0 1 – 1                | Juventus                  | Stade Ennio-Tardini (Parme) Stade San Siro (Milan)                 | 22 062 80 754 |
| 25           | 1996       | Bayern Munich                | 2 – 0 3 – 1                | Girondins de Bordeaux     | Stade olympique (Munich) Parc Lescure (Bordeaux)                   | 62 000 36 000 |
| 26           | 1997       | Schalke 04                   | 1 – 0 0 – 1 ap (4 - 1 tab) | Inter Milan               | Parkstadion (Gelsenkirchen) Stade San Siro (Milan)                 | 56 000 83 000 |
| 27           | 1998       | Inter Milan (3)              | 3 – 0                      | Lazio Rome                | Parc des Princes (Paris)                                           | 44 412        |
| 28           | 1999       | Parme AC (2)                 | 3 – 0                      | Olympique de Marseille    | Stade Loujniki (Moscou)                                            | 62 000        |
| 29           | 2000       | Galatasaray                  | 0 – 0 ap (4 - 1 tab)       | Arsenal FC                | Parken Stadium (Copenhague)                                        | 38 919        |
| 30           | 2001       | Liverpool FC (3)             | 5 – 4 ap                   | Deportivo Alavés          | Westfalenstadion (Dortmund)                                        | 48 050        |
| 31           | 2002       | Feyenoord Rotterdam (2)      | 3 – 2                      | Borussia Dortmund         | Stade Feijenoord (Rotterdam)                                       | 45 611        |
| 32           | 2003       | FC Porto                     | 3 – 2 ap                   | Celtic Glasgow            | Stade olympique (Séville)                                          | 52 972        |
| 33           | 2004       | Valence CF                   | 2 – 0                      | Olympique de Marseille    | Ullevi (Göteborg)                                                  | 39 000        |
| 34           | 2005       | CSKA Moscou                  | 3 – 1                      | Sporting CP               | Estádio José Alvalade XXI (Lisbonne)                               | 47 085        |
| 35           | 2006       | Séville FC                   | 4 – 0                      | Middlesbrough FC          | PSV Stadion (Eindhoven)                                            | 33 100        |
| 36           | 2007       | Séville FC (2)               | 2 – 2 ap (3 - 1 tab)       | RCD Espanyol de Barcelone | Hampden Park (Glasgow)                                             | 47 602        |
| 37           | 2008       | Zénith Saint-Pétersbourg     | 2 – 0                      | Glasgow Rangers           | City of Manchester Stadium (Manchester)                            | 43 878        |
| 38           | 2009       | Chakhtar Donetsk             | 2 – 1 ap                   | Werder Brême              | Stade Şükrü Saracoğlu (Istanbul)                                   | 37 357        |
| Ligue Europa |            |                              |                            |                           |                                                                    |               |
| 39           | 2010       | Atlético de Madrid           | 2 – 1 ap                   | Fulham FC                 | Hamburg Arena (Hambourg)                                           | 49 000        |
| 40           | 2011       | FC Porto (2)                 | 1 – 0                      | SC Braga                  | Dublin Arena (Dublin)                                              | 45 391        |
| 41           | 2012       | Atlético de Madrid (2)       | 3 – 0                      | Athletic Club             | Arena Națională (Bucarest)                                         | 52 347        |
| 42           | 2013       | Chelsea FC                   | 2 – 1                      | Benfica Lisbonne          | Amsterdam ArenA (Amsterdam)                                        | 46 163        |
| 43           | 2014       | Séville FC (3)               | 0 – 0 ap (4 - 2 tab)       | Benfica Lisbonne          | Juventus Stadium (Turin)                                           | 33 120        |
| 44           | 2015       | Séville FC (4)               | 3 – 2                      | FK Dnipro                 | Stade national (Varsovie)                                          | 45 000        |
| 45           | 2016       | Séville FC (5)               | 3 – 1                      | Liverpool FC              | Parc Saint-Jacques (Bâle)                                          | 34 429        |
| 46           | 2017       | Manchester United            | 2 – 0                      | Ajax Amsterdam            | Friends Arena (Solna)                                              | 46 961        |
| 47           | 2018       | Atlético de Madrid (3)       | 3 – 0                      | Olympique de Marseille    | Stade de Lyon (Décines-Charpieu)                                   | 55 768        |
| 48           | 2019       | Chelsea FC (2)               | 4 – 1                      | Arsenal FC                | Stade olympique (Bakou)                                            | 51 370        |
| 49           | 2020       | Séville FC (6)               | 3 – 2                      | Inter Milan               | Stadion Köln (Cologne)                                             | huis clos     |
| 50           | 2021       | Villarreal CF                | 1 – 1 ap (11 - 10 tab)     | Manchester United         | Stade Gdańsk (Gdańsk)                                              | 9 500         |
| 51           | 2022       | Eintracht Francfort (2)      | 1 – 1 ap (5 - 4 tab)       | Glasgow Rangers           | Stade Ramón Sánchez Pizjuán (Séville)                              | 38 842        |
| 52           | 2023       | Séville FC (7)               | 1 – 1 ap (4 – 1 tab)       | AS Rome                   | Stade Ferenc-Puskás (Budapest)                                     | 61 476        |
| 53           | 2024       | Atalanta Bergame             | 3 – 0                      | Bayer Leverkusen          | Dublin Arena (Dublin),                                             | 47 135        |
| 54           | 2025       | Tottenham Hotspur (3)        | 1 – 0                      | Manchester United         | Stade San Mamés (Bilbao)                                           | 49 224        |
| 55           | 2026       |                              | –                          |                           | Stade Beşiktaş (Istanbul)                                          |               |
| 56           | 2027       |                              | –                          |                           | Stadion Frankfurt (Francfort-sur-le-Main)                          |               |

### Palmarès par club
29 clubs ont remporté le tournoi depuis sa création en 1971. Le Séville FC est le plus titré de l'histoire de la Ligue Europa avec 7 titres en autant de finales jouées.
32 clubs ont atteint la finale sans jamais parvenir à la gagner. Le Benfica Lisbonne et l'Olympique de Marseille sont les finalistes les plus malheureux avec trois finales perdues.
| Rang | Club                      | Titres (éditions)                            | Finales perdues (éditions) |
| ---- | ------------------------- | -------------------------------------------- | -------------------------- |
| 1    | Séville FC                | 7 (2006, 2007, 2014, 2015, 2016, 2020, 2023) | 0                          |
| 2    | Inter Milan               | 3 (1991, 1994, 1998)                         | 2 (1997, 2020)             |
| 3    | Juventus                  | 3 (1977, 1990, 1993)                         | 1 (1995)                   |
| 3    | Liverpool FC              | 3 (1973, 1976, 2001)                         | 1 (2016)                   |
| 3    | Tottenham Hotspur         | 3 (1972, 1984, 2025)                         | 1 (1974)                   |
| 6    | Atlético de Madrid        | 3 (2010, 2012, 2018)                         | 0                          |
| 7    | Borussia Mönchengladbach  | 2 (1975, 1979)                               | 2 (1973, 1980)             |
| 8    | Real Madrid               | 2 (1985, 1986)                               | 0                          |
| 8    | IFK Göteborg              | 2 (1982, 1987)                               | 0                          |
| 8    | Parme AC                  | 2 (1995, 1999)                               | 0                          |
| 8    | Feyenoord Rotterdam       | 2 (1974, 2002)                               | 0                          |
| 8    | FC Porto                  | 2 (2003, 2011)                               | 0                          |
| 8    | Chelsea FC                | 2 (2013, 2019)                               | 0                          |
| 8    | Eintracht Francfort       | 2 (1980, 2022)                               | 0                          |
| 15   | Manchester United         | 1 (2017)                                     | 2 (2021, 2025)             |
| 16   | RSC Anderlecht            | 1 (1983)                                     | 1 (1984)                   |
| 16   | Ajax Amsterdam            | 1 (1992)                                     | 1 (2017)                   |
| 16   | Bayer Leverkusen          | 1 (1988)                                     | 1 (2024)                   |
| 19   | PSV Eindhoven             | 1 (1978)                                     | 0                          |
| 19   | Ipswich Town              | 1 (1981)                                     | 0                          |
| 19   | SSC Naples                | 1 (1989)                                     | 0                          |
| 19   | Bayern Munich             | 1 (1996)                                     | 0                          |
| 19   | Schalke 04                | 1 (1997)                                     | 0                          |
| 19   | Galatasaray               | 1 (2000)                                     | 0                          |
| 19   | Valence CF                | 1 (2004)                                     | 0                          |
| 19   | CSKA Moscou               | 1 (2005)                                     | 0                          |
| 19   | Zénith Saint-Pétersbourg  | 1 (2008)                                     | 0                          |
| 19   | Chakhtar Donetsk          | 1 (2009)                                     | 0                          |
| 19   | Villarreal CF             | 1 (2021)                                     | 0                          |
| 19   | Atalanta Bergame          | 1 (2024)                                     | 0                          |
| 31   | Benfica Lisbonne          | 0                                            | 3 (1983, 2013, 2014)       |
| 31   | Olympique de Marseille    | 0                                            | 3 (1999, 2004, 2018)       |
| 33   | Borussia Dortmund         | 0                                            | 2 (1993, 2002)             |
| 33   | RCD Espanyol de Barcelone | 0                                            | 2 (1988, 2007)             |
| 33   | Athletic Club             | 0                                            | 2 (1977, 2012)             |
| 33   | Arsenal FC                | 0                                            | 2 (2000, 2019)             |
| 33   | Glasgow Rangers           | 0                                            | 2 (2008, 2022)             |
| 33   | AS Rome                   | 0                                            | 2 (1991, 2023)             |
| 39   | Wolverhampton Wanderers   | 0                                            | 1 (1972)                   |
| 39   | FC Twente                 | 0                                            | 1 (1975)                   |
| 39   | Club Bruges KV            | 0                                            | 1 (1976)                   |
| 39   | SC Bastia                 | 0                                            | 1 (1978)                   |
| 39   | Étoile rouge de Belgrade  | 0                                            | 1 (1979)                   |
| 39   | AZ Alkmaar                | 0                                            | 1 (1981)                   |
| 39   | Hambourg SV               | 0                                            | 1 (1982)                   |
| 39   | Videoton SC               | 0                                            | 1 (1985)                   |
| 39   | FC Cologne                | 0                                            | 1 (1986)                   |
| 39   | Dundee United             | 0                                            | 1 (1987)                   |
| 39   | VfB Stuttgart             | 0                                            | 1 (1989)                   |
| 39   | ACF Fiorentina            | 0                                            | 1 (1990)                   |
| 39   | Torino FC                 | 0                                            | 1 (1992)                   |
| 39   | Casino Salzbourg          | 0                                            | 1 (1994)                   |
| 39   | Girondins de Bordeaux     | 0                                            | 1 (1996)                   |
| 39   | Lazio Rome                | 0                                            | 1 (1998)                   |
| 39   | Deportivo Alavés          | 0                                            | 1 (2001)                   |
| 39   | Celtic Glasgow            | 0                                            | 1 (2003)                   |
| 39   | Sporting CP               | 0                                            | 1 (2005)                   |
| 39   | Middlesbrough FC          | 0                                            | 1 (2006)                   |
| 39   | Werder Brême              | 0                                            | 1 (2009)                   |
| 39   | Fulham FC                 | 0                                            | 1 (2010)                   |
| 39   | SC Braga                  | 0                                            | 1 (2011)                   |
| 39   | FK Dnipro                 | 0                                            | 1 (2015)                   |

### Palmarès par pays
Des clubs de 11 pays différents ont remporté au moins une édition du tournoi. Cinq autres pays ont déjà été représentés en finale.
Les clubs espagnols ont connu le plus de succès, remportant un total de 14 éditions.
| Rang | Pays        | Finales | Finales | Finales |
| Rang | Pays        | Gagnées | Perdues | Total   |
| ---- | ----------- | ------- | ------- | ------- |
| 1    | Espagne     | 14      | 5       | 19      |
| 2    | Angleterre  | 10      | 9       | 19      |
| 3    | Italie      | 10      | 8       | 18      |
| 4    | Allemagne   | 7       | 9       | 16      |
| 5    | Pays-Bas    | 4       | 3       | 7       |
| 6    | Portugal    | 2       | 5       | 7       |
| 7    | Russie      | 2       | 0       | 2       |
| 7    | Suède       | 2       | 0       | 2       |
| 9    | Belgique    | 1       | 2       | 3       |
| 10   | Ukraine     | 1       | 1       | 2       |
| 11   | Turquie     | 1       | 0       | 1       |
| 12   | France      | 0       | 5       | 5       |
| 13   | Écosse      | 0       | 4       | 4       |
| 14   | Hongrie     | 0       | 1       | 1       |
| 14   | Autriche    | 0       | 1       | 1       |
| 14   | Yougoslavie | 0       | 1       | 1       |

## Statistiques

### Records et statistiques par club
- Le Séville FC est le club le plus titré avec 7 trophées en autant de finales. C'est d'ailleurs le seul club à avoir remporté la finale trois fois de suite (2014, 2015 et 2016).
- Le Benfica Lisbonne et l'Olympique de Marseille sont les deux clubs ayant échoué le plus de fois en finale avec trois défaites chacun en autant de finales jouées.
- Le Benfica Lisbonne est le seul club à avoir perdu deux finales consécutives (2013 et 2014).
- L'Atlético de Madrid détient le record de matchs consécutifs sans défaites : quinze matchs entre le 03 novembre 2011 et le 25 octobre 2012.
- La ville de Londres est la seule à avoir placé deux de ses clubs lors d'une même finale (Arsenal FC et Chelsea FC en 2019)

### Records et statistiques par nation
- L'Espagne est le pays qui a gagné le plus de fois la compétition (14).
- L'Allemagne et l'Angleterre sont les pays ayant échoué le plus de fois en finale (9).
- L'Italie (2 fois) et l'Espagne détiennent le record de victoires consécutives en C3 (3).
- L'Allemagne, l'Angleterre, l'Espagne et l'Italie sont les pays ayant gagné la compétition avec le plus grand nombre de clubs différents (5 : Borussia Mönchengladbach, Eintracht Francfort, Bayer Leverkusen, Bayern Munich, FC Schalke 04 / Tottenham Hotspur, Liverpool FC, Ipswich Town, Chelsea FC, Manchester United / Real Madrid, Valence CF, Séville FC, Atlético de Madrid, Villarreal CF / Juventus, SSC Naples, Inter Milan, Parme AC, Atalanta Bergame).
- L'Allemagne est le pays ayant fourni le plus grand nombre de clubs finalistes différents (10 : Borussia Mönchengladbach, Eintracht Francfort, Hambourg SV, 1. FC Cologne, Bayer Leverkusen, VfB Stuttgart, Borussia Dortmund, Bayern Munich, Schalke 04 et Werder Brême).
- Il y a eu onze finales où un seul pays était représenté :
  - 4 finales 100 % italiennes en 1990 (Juventus - ACF Fiorentina), 1991 (Inter Milan - AS Rome), 1995 (Parme AC - Juventus) et 1998 (Inter Milan - Lazio Rome).
  - 3 finales 100 % anglaises en 1972 (Tottenham Hotspur - Wolverhampton Wanderers), 2019 (Arsenal FC - Chelsea FC) et 2025 (Tottenham Hotspur - Manchester United).
  - 2 finales 100 % espagnoles en 2007 (Séville FC - Espanyol de Barcelone) et 2012 (Atlético de Madrid - Athletic Club).
  - 1 finale 100 % allemande en 1980 (Eintracht Francfort - Borussia Mönchengladbach).
  - 1 finale 100 % portugaise en 2011 (FC Porto - Sporting Braga).

### Records et statistiques par joueur et entraîneur
- Plus grand nombre de matches :

| Rang | Joueur              | Période   | Clubs                                                                                           | Matchs | Buts | Trophée(s) |
| ---- | ------------------- | --------- | ----------------------------------------------------------------------------------------------- | ------ | ---- | ---------- |
| 1    | Giuseppe Bergomi    | 1981-1998 | Inter Milan (96)                                                                                | 96     | 0    | 3          |
| 2    | Frank Rost          | 1995-2010 | Werder Brême (22), Schalke 04 (28), Hambourg SV (40)                                            | 90     | 0    | 0          |
| 3    | Bibras Natkho       | 2006-     | Hapoël Tel Aviv (27), Rubin Kazan (34), CSKA Moscou (6), Olympiakós (8), Partizan Belgrade (14) | 89     | 16   | 0          |
| 4    | Rui Patrício        | 2008-2023 | Sporting Portugal (59), Wolverhampton Wanderers (15), AS Rome (14)                              | 88     | 0    | 0          |
| 5    | João Moutinho       | 2004-     | Sporting CP (27), FC Porto (19), AS Monaco (6), Wolverhampton Wanderers (17), SC Braga (14)     | 83     | 2    | 1          |
| 6    | Dries Mertens       | 2010-2024 | FC Utrecht (12), PSV Eindhoven (17), SSC Naples (41), Galatasaray SK (12)                       | 82     | 20   | 0          |
| 6    | James Tavernier     | 2012-2025 | Newcastle United (4), Rangers FC (78)                                                           | 82     | 15   | 0          |
| 8    | Aleksandar Dragović | 2008-2023 | Austria Vienne (16), Dynamo Kiev (19), Bayer Leverkusen (16), Étoile rouge de Belgrade (20)     | 81     | 1    | 0          |
| 8    | Pepe Reina          | 2003-2024 | FC Barcelone (7), Villarreal CF (30), Liverpool FC (27), SSC Naples (11), AC Milan (6)          | 81     | 0    | 0          |
| 10   | Allan McGregor      | 2006-2022 | Glasgow Rangers (76), Hull City (4)                                                             | 80     | 0    | 0          |

* Les joueurs participants actuellement à la Ligue Europa 2025-2026 sont inscrits en caractères gras.
- José Antonio Reyes est le joueur qui a remporté le plus de coupes (5 coupes en 5 finales), 2 avec l'Atlético de Madrid (2010 et 2012) et 3 avec le Séville FC (2014, 2015 et 2016).

- Radamel Falcao est le seul joueur à avoir remporté la compétition deux fois de suite avec deux clubs différents : le FC Porto en 2010-2011 et l'Atletico de Madrid en 2011-2012 (il finit par ailleurs meilleur buteur de la compétition lors de ces deux éditions).

- Henrik Larsson est le meilleur buteur de l'histoire de la Ligue Europa avec 40 buts.

- Radamel Falcao (FC Porto) est le meilleur buteur de la compétition sur une saison avec 17 buts (2010-2011).

- Bořek Dočkal et Dries Mertens sont les meilleurs passeurs de l'histoire de la Ligue Europa avec 24 passes décisives chacuns.

- Rayan Cherki (Olympique lyonnais) est le meilleur passeur de la compétition sur une saison avec 8 passes décisives (2024-2025).

- Unai Emery (Séville FC et Villarreal CF) est l'entraîneur qui a remporté le plus de coupes (4 coupes).
Il est aussi le premier entraineur à remporter la Ligue Europa trois fois consécutivement (avec le Séville FC en 2013-2014, 2014-2015 et 2015-2016).